# Nutricola cymata
Nutricola cymata är en musselart som först beskrevs av Dall 1913.  Nutricola cymata ingår i släktet Nutricola och familjen venusmusslor. Inga underarter finns listade i Catalogue of Life.